# Wolfgang Storch (Regisseur)
Wolfgang Storch (* 7. Mai 1935 in Dresden) ist ein deutscher Film- und Theaterregisseur.

## Leben
Nach dem Abitur in Dresden volontierte Storch beim Sächsischen Tageblatt und studierte nach seiner Ausbildung Theaterwissenschaften in Ost-Berlin, an der Freien Universität Berlin in West-Berlin sowie an den amerikanischen Universitäten Stanford und Berkeley. Dort führte er Theaterregie und drehte Kurzfilme für das „National Educational Television Network“. Danach war er mehrere Jahre in Australien für die Australian Broadcasting Commission als Regisseur tätig. Seit 1973 arbeitet Storch als Film- und Theaterregisseur in Deutschland.
In Deutschland drehte er ab 1973 zahlreiche Fernsehfilme, insbesondere Kriminalfilme. So führte er Regie bei Verfilmungen von Patricia Highsmiths Romanen, bei einigen Folgen der Tatort-Reihe und anderen Serien in der ARD und beim ZDF. Theaterarbeit leistete er an der Berliner Schaubühne.

## Auszeichnungen
Storchs in Australien gedrehter Film What for, Mary Anne? wurde auf der Biennale in Venedig mit dem Prix Italia ausgezeichnet.

## Filmografie (Auswahl)
- 1974: Lokalseite unten links (Fernsehserie)
- 1976: Die Mädchen aus dem Weltraum (Star Maidens) (Fernsehserie, 5 Folgen)
- 1976: Freiwillige Feuerwehr (Fernsehserie, 13 Folgen)
- 1981: Tatort – Slalom
- 1981–1982: Ein Fall für zwei (Fernsehserie)
  - 1981:  Die große Schwester
  - 1982:  Kratzer im Lack
- 1984: Der Millionen-Coup
- 1985: Tatort – Irren ist tödlich
- 1986: Die zwei Gesichter des Januars
- 1987:  Tatort – Spiel mit dem Feuer
- 1990: Tatort – Lauf eines Todes
- 1995–2003: Heimatgeschichten (Fernsehserie, 11 Folgen)